# Родди, Дэвид
Дэвид Майкл Родди (англ. David Michael Roddy; род. 27 марта 2001, Миннеаполис, Миннесота) — американский профессиональный баскетболист клуба НБА «Хьюстон Рокетс».

## Карьера в школе
Родди в школе Брек в Голден-Валли, штат Миннесота, занимался спортом в трёх видах спорта: баскетбол, американский футбол и лёгкая атлетика. Будучи выпускником, он набирал в среднем 29,7 очков и 16,6 подборов за игру. Родди был Лучшим квотербеком штата в американском футболе и выиграл титул класса А в метании диска. Он решил играть в студенческий баскетбол за «Колорадо Стэйт», отклонив предложения от «Миннесоты», «Нортвестерна» и других команд первого дивизиона NCAA. Прежде чем посвятить себя студенческому баскетболу, Родди также получал предложения футбольной стипендии от нескольких команд первого дивизиона.

## Карьера в колледже
Будучи новичком, Родди в среднем набирал 11,4 очков и делал 5,6 подборов за игру за «Колорадо Стэйт». 22 января 2020 года Родди записал на свой счет рекордные 26 очков и 8 подборов в победной игре против Фресно Стэйт (86:68).
Будучи студентом второго курса, он набирал в среднем 15,9 очков и 9,4 подборов за игру и был включён в первую сборную конференции Mountain West. 27 января 2021 года Родди набрал 27 очков и 15 подборов в победной игре против «Бойсе Стэйт» (78:56).
В своём третьем сезоне он набирал в среднем 19,2 очков, 7,5 подборов и 2,9 передач за игру. Родди был назван Баскетболистом года конференции Mountain West, а также был включён в первую сборную конференции второго год подряд. Родди привёл «Рэмс» к их первому появлению на турнире NCAA с 2013 года, прежде чем 30 марта 2022 года объявил о своем участии на драфте НБА 2022 года.

## Карьера в НБА

### «Мемфис Гриззлис» (2022—2024)
На драфте НБА 2022 года Родди был выбран под общим 23-м номером командой «Филадельфия Севенти Сиксерс», но сразу был отправлен в «Мемфис Гриззлис» в рамках обмена, по которому Родди и Дэнни Грин были отправлены в «Гриззлис» в обмен на Де’Энтони Мелтона. 2 июля 2022 года Родди подписал контракт новичка с «Мемфисом». Родди дебютировал в НБА 19 октября, сделав 2 подбора в победной игре  против «Нью-Йорк Никс» (115:112). 11 марта 2023 года Родди набрал рекордные в карьере 24 очка в победном матче против «Даллас Маверикс» (112:108).

### «Финикс Санз» (2024)
8 февраля 2024 года Родди был обменён в «Финикс Санз» в результате трехсторонней сделки с участием «Бруклин Нетс» и Ройсом О’Нила, в результате которой Чимези Мету и Юта Ватанабэ перешли в «Мемфис», а Кейта Бэйтс-Диоп и Джордан Гудвин — в «Бруклин». Родди дебютировал в своей команде шесть дней спустя, в День святого Валентина, набрав 5 очков и сделав 1 подбор за 10 минут победной игры против «Детройт Пистонс» (116:100).

### «Атланта Хокс» (2024—2025)
29 июля 2024 года Родди был отдан в «Атланта Хокс» в обмен на Эй Джея Лидделла. 7 февраля 2025 года «Хокс» отказались от Родди.

### «Филадельфия Севенти Сиксерс» (2025)
9 февраля 2025 года Родди подписал 10-дневный контракт с «Филадельфия Севенти Сиксерс», но вскоре после этого был отправлен в фарм-клуб «Делавэр Блю Коатс» из Джи-Лиги НБА. 20 февраля он подписал двусторонний контракт с «Севенти Сиксерс». 28 февраля клуб отказался от Родди после подписания двустороннего контракта с Джейленом Худ-Шифино.

### «Хьюстон Рокетс» (2025—настоящее время)
3 марта 2025 года Родди подписал двусторонний контракт с «Хьюстон Рокетс».

## Статистика

### Статистика в НБА
| Сезон                                                                                    | Команда     | Регулярный сезон | Регулярный сезон | Регулярный сезон | Регулярный сезон | Регулярный сезон | Регулярный сезон | Регулярный сезон | Регулярный сезон | Регулярный сезон | Регулярный сезон | Регулярный сезон | Серия плей-офф | Серия плей-офф | Серия плей-офф | Серия плей-офф | Серия плей-офф | Серия плей-офф | Серия плей-офф | Серия плей-офф | Серия плей-офф | Серия плей-офф | Серия плей-офф |
| Сезон                                                                                    | Команда     | GP               | GS               | MPG              | FG%              | 3P%              | FT%              | RPG              | APG              | SPG              | BPG              | PPG              | GP             | GS             | MPG            | FG%            | 3P%            | FT%            | RPG            | APG            | SPG            | BPG            | PPG            |
| ---------------------------------------------------------------------------------------- | ----------- | ---------------- | ---------------- | ---------------- | ---------------- | ---------------- | ---------------- | ---------------- | ---------------- | ---------------- | ---------------- | ---------------- | -------------- | -------------- | -------------- | -------------- | -------------- | -------------- | -------------- | -------------- | -------------- | -------------- | -------------- |
| 2022/23                                                                                  | Мемфис      | 70               | 4                | 18,0             | 42,9             | 30,7             | 63,1             | 2,8              | 0,8              | 0,4              | 0,3              | 6,7              | 6              | 0              | 12,6           | 27,6           | 30,0           | 100,0          | 2,8            | 0,7            | 0,0            | 0,3            | 3,8            |
| 2023/24                                                                                  | Мемфис      | 48               | 13               | 23,2             | 40,2             | 30,1             | 68,7             | 4,2              | 1,6              | 0,5              | 0,2              | 8,4              | Не участвовал  | Не участвовал  | Не участвовал  | Не участвовал  | Не участвовал  | Не участвовал  | Не участвовал  | Не участвовал  | Не участвовал  | Не участвовал  | Не участвовал  |
| 2023/24                                                                                  | Мемфис      | 17               | 0                | 3,7              | 43,5             | 12,5             | 100,0            | 0,6              | 0,2              | 0,1              | 0,0              | 1,3              | 2              | 0              | 1,4            | -              | -              | -              | 0,0            | 0,0            | 0,0            | 0,0            | 0,0            |
| 2024/25                                                                                  | Атланта     | 27               | 3                | 12,8             | 47,3             | 37,2             | 81,8             | 2,6              | 1,1              | 0,4              | 0,3              | 4,5              | Не участвовал  | Не участвовал  | Не участвовал  | Не участвовал  | Не участвовал  | Не участвовал  | Не участвовал  | Не участвовал  | Не участвовал  | Не участвовал  | Не участвовал  |
| 2024/25                                                                                  | Филадельфия | 3                | 0                | 9,7              | 42,1             | 18,2             | 0,0              | 3,0              | 1,0              | 0,7              | 0,0              | 6,0              | Не участвовал  | Не участвовал  | Не участвовал  | Не участвовал  | Не участвовал  | Не участвовал  | Не участвовал  | Не участвовал  | Не участвовал  | Не участвовал  | Не участвовал  |
| 2024/25                                                                                  | Хьюстон     | 2                | 0                | 15,5             | 27,3             | 14,3             | 100,0            | 2,0              | 1,0              | 0,0              | 0,5              | 4,5              | Не участвовал  | Не участвовал  | Не участвовал  | Не участвовал  | Не участвовал  | Не участвовал  | Не участвовал  | Не участвовал  | Не участвовал  | Не участвовал  | Не участвовал  |
|                                                                                          | Всего       | 167              | 20               | 17,0             | 42,0             | 30,2             | 68,8             | 2,9              | 1,0              | 0,4              | 0,2              | 6,2              | 8              | 0              | 9,8            | 27,6           | 30,0           | 100,0          | 2,1            | 0,5            | 0,0            | 0,3            | 2,9            |
| Наведите курсор мыши на аббревиатуры в заголовке таблицы, чтобы прочесть их расшифровку. |             |                  |                  |                  |                  |                  |                  |                  |                  |                  |                  |                  |                |                |                |                |                |                |                |                |                |                |                |

### Статистика в NCAA
| Сезон | Команда        | Conf          | Class | GP | GS | MPG  | FG%  | 3P%  | FT%  | RPG | APG | SPG | BPG | PPG  |
| --- | -------------- | ------------- | ----- | -- | -- | ---- | ---- | ---- | ---- | --- | --- | --- | --- | ---- |
| 2019/20 | Колорадо Стэйт | Mountain West | FR    | 32 | 19 | 25,6 | 46,5 | 19,5 | 73,9 | 5,6 | 1,8 | 0,6 | 0,8 | 11,4 |
| 2020/21 | Колорадо Стэйт | Mountain West | SO    | 28 | 26 | 31,5 | 51,2 | 27,8 | 78,9 | 9,4 | 2,6 | 0,9 | 0,7 | 15,9 |
| 2021/22 | Колорадо Стэйт | Mountain West | JR    | 31 | 31 | 32,9 | 57,1 | 43,8 | 69,1 | 7,5 | 2,9 | 1,2 | 1,1 | 19,2 |
| Всего | Всего          | Всего         | Всего | 91 | 76 | 29,9 | 52,2 | 31,9 | 73,9 | 7,4 | 2,4 | 0,9 | 0,8 | 15,5 |
| Наведите курсор мыши на аббревиатуры в заголовке таблицы, чтобы прочесть их расшифровку Статистика приведена с сайта sports-reference.com |                |               |       |    |    |      |      |      |      |     |     |     |     |      |